# Anatoli Kaláshnikov

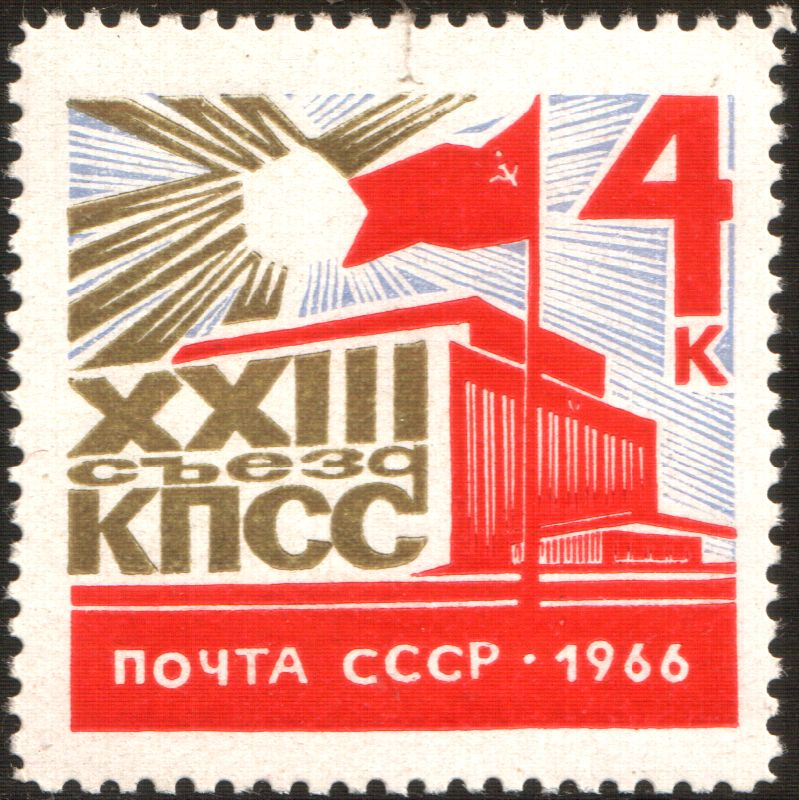
XXIII Congreso de Partido Comunista de URSS, 1966.

Anatoli Ivánovich Kaláshnikov (en ruso: Анатолий Иванович Калашников; 5 de abril de 1930, Moscú – 21 de abril de 2007, Moscú) fue artista gráfico soviético, autor de grabados en xilografía para sellos postales y ex libris. Merecedor de artista de la RSFS de Rusia. Fue el primer artista ruso, seleccionado como socio honorario de la Real sociedad de grabadores de Gran Bretaña (del inglés: Royal Society of Painter-Printmakers).
Autor de numerosas estampillas y hojas bloques de la URSS entre 1962 a 1990.
Trabajo los diseños del sello con motivo del XXIII Congreso de Partido Comunista de la Unión Soviética (Catálogo de la FAC #3329), A I. Kaláshnikov hizo unas 15 xilografías, de los que dejó sólo una. 
De su buril pertenecen los estampillas y hojas bloques, cada miniatura - única y memorables.

Selección de las estampillas de la URSS diseñadas por Anatoli Kaláshnikov
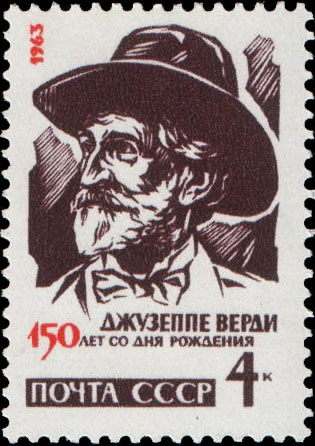
150° aniversario del nacimiento de Giuseppe Verdi (1963)
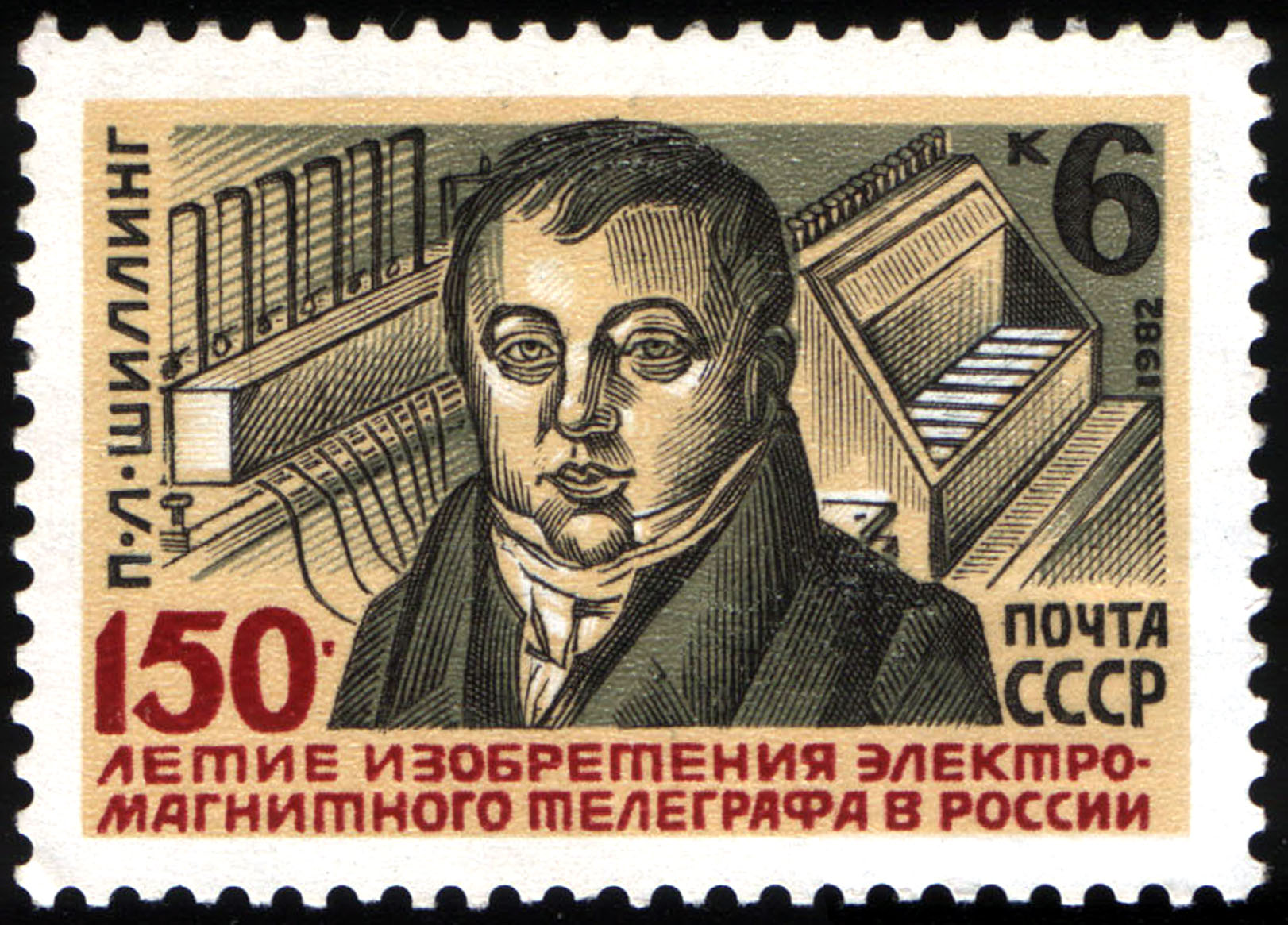
150° aniversario de la invención del telégrafo por Pavel Schilling (1982)
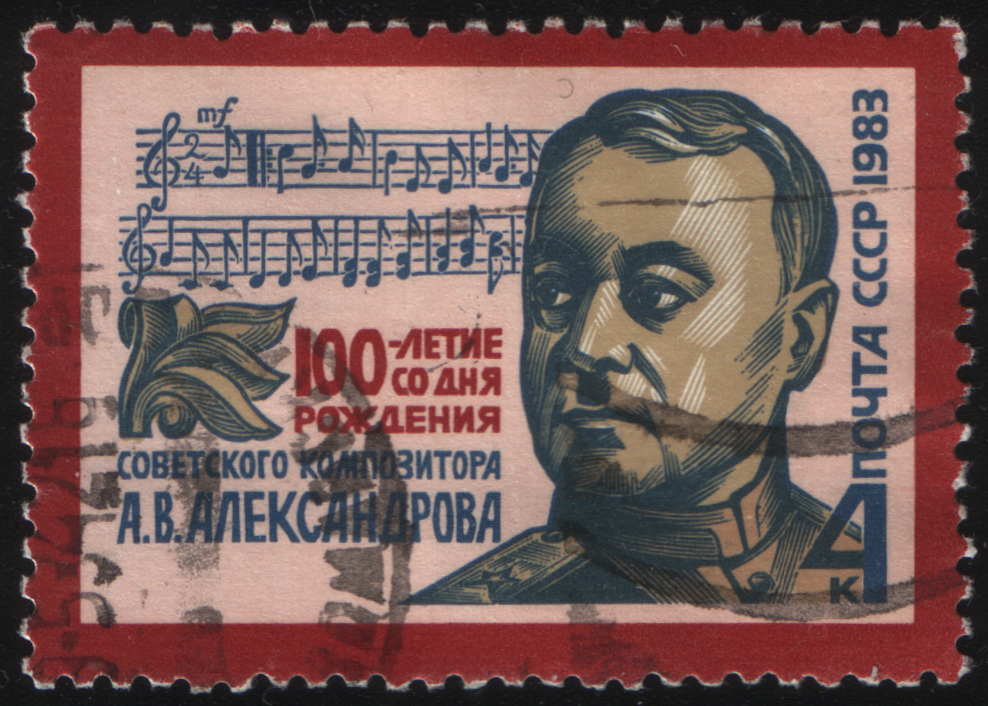
100° aniversario del nacimiento de Aleksandr Aleksándrov (1983)
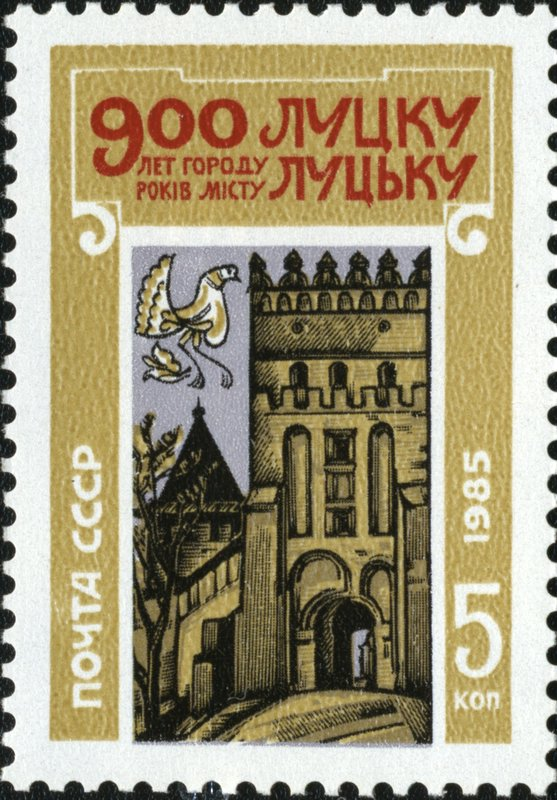
900° aniversario de Lutsk (1985)
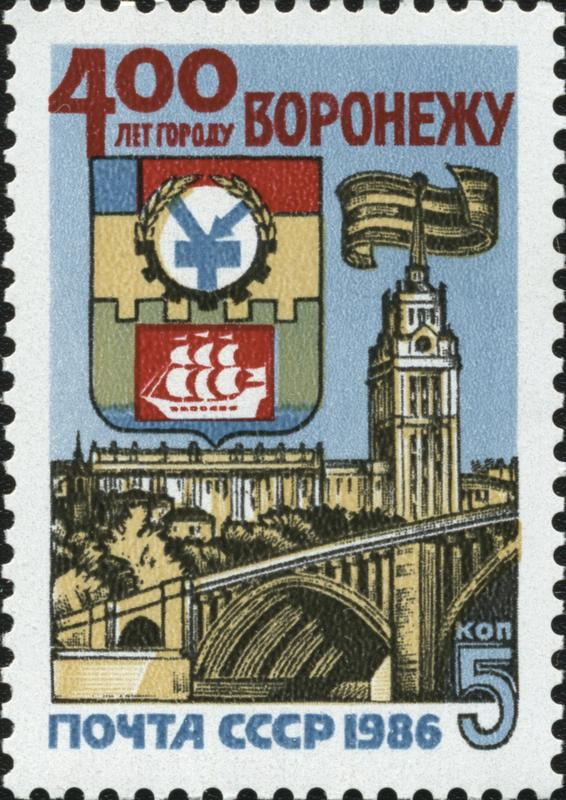
400° aniversario de Vorónezh (1986)
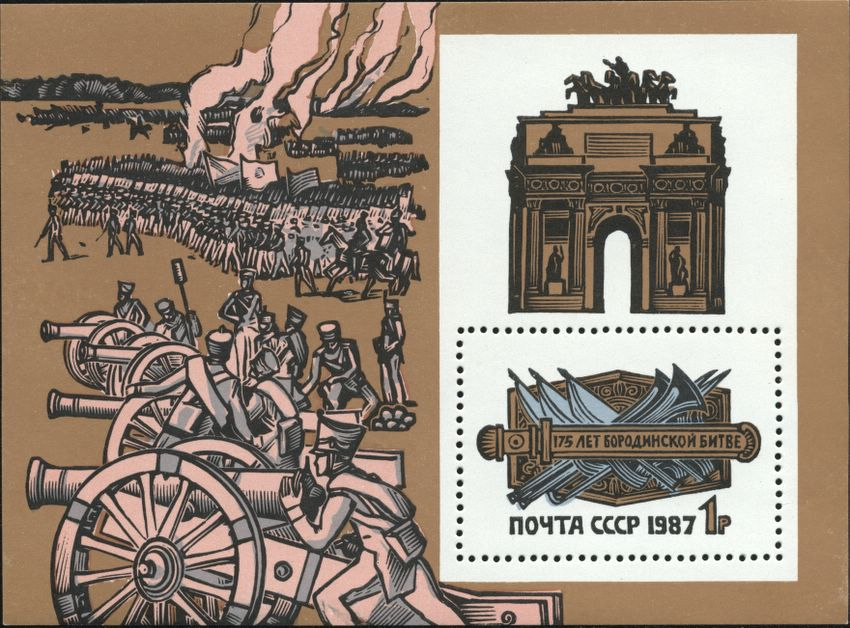
Hoja bloque del 175° aniversario de la Batalla de Borodino (1987)